# Robin Buwalda
Robin Buwalda (Leidschendam, 17 agosto 1994) è un calciatore olandese, difensore del Westlandia.

## Caratteristiche tecniche
È un difensore centrale dotato di un grande fisico, agile nello stretto e capace di partire palla al piede; ricorda il giocatore belga Jan Vertonghen.

## Statistiche

### Presenze e reti nei club
Statistiche aggiornate al 26 gennaio 2018.
| Stagione            | Squadra             | Campionato          | Campionato | Campionato | Coppe nazionali | Coppe nazionali | Coppe nazionali | Coppe continentali | Coppe continentali | Coppe continentali | Altre coppe | Altre coppe | Altre coppe | Totale | Totale | Totale |
| Stagione            | Squadra             | Comp                | Pres       | Reti       | Comp            | Pres            | Reti            | Comp               | Pres               | Reti               | Comp        | Pres        | Reti        | Pres   | Reti   |        |
| ------------------- | ------------------- | ------------------- | ---------- | ---------- | --------------- | --------------- | --------------- | ------------------ | ------------------ | ------------------ | ----------- | ----------- | ----------- | ------ | ------ | ------ |
| 2011-2012           | ADO Den Haag        | E                   | 0          | 0          | CO              | -               | -               | -                  | -                  | -                  | -           | -           | -           | 0      | 0      |        |
| 2012-2013           | ADO Den Haag        | E                   | 0          | 0          | CO              | -               | -               | -                  | -                  | -                  | -           | -           | -           | 0      | 0      |        |
| 2013-2014           | ADO Den Haag        | E                   | 2          | 0          | CO              | 0               | 0               | -                  | -                  | -                  | -           | -           | -           | 2      | 0      |        |
| lug.-sett. 2014     | ADO Den Haag        | E                   | 0          | 0          | CO              | -               | -               | -                  | -                  | -                  | -           | -           | -           | 0      | 0      |        |
| Totale ADO Den Haag | Totale ADO Den Haag | Totale ADO Den Haag | 2          | 0          |                 | 0               | 0               |                    | -                  | -                  |             | -           | -           | 2      | 0      |        |
| sett. 2014-2015     | VVV-Venlo           | ED                  | 25+4       | 0          | CO              | 3               | 0               | -                  | -                  | -                  | -           | -           | -           | 32     | 0      |        |
| 2015-2016           | VVV-Venlo           | ED                  | 36+2       | 3          | CO              | 1               | 0               | -                  | -                  | -                  | -           | -           | -           | 39     | 3      |        |
| Totale VVV-Venlo    | Totale VVV-Venlo    | Totale VVV-Venlo    | 61+6       | 3          |                 | 4               | 0               |                    | -                  | -                  |             | -           | -           | 71     | 3      |        |
| 2016-2017           | NEC Nijmegen        | E                   | 18         | 0          | CO              | 0               | 0               | -                  | -                  | -                  | -           | -           | -           | 18     | 0      |        |
| 2017-gen. 2018      | NEC Nijmegen        | ED                  | 3          | 0          | CO              | 0               | 0               | -                  | -                  | -                  | -           | -           | -           | 18     | 0      |        |
| Totale NEC Nijmegen | Totale NEC Nijmegen | Totale NEC Nijmegen | 21         | 0          |                 | 0               | 0               |                    | -                  | -                  |             | -           | -           | 21     | 0      |        |
| gen.-giu. 2018      | Go Ahead Eagles     | ED                  | 2          | 0          | CO              | -               | -               | -                  | -                  | -                  | -           | -           | -           | 2      | 0      |        |
| Totale carriera     | Totale carriera     | Totale carriera     | 86+6       | 3          |                 | 4               | 0               |                    | -                  | -                  |             | -           | -           | 96     | 3      |        |